# Colonização hospitalária da América
A colonização hospitálaria da América, também referida como colonização maltesa da América, ocorreu durante um período de 14 anos em que os Cavaleiros Hospitalários (também conhecidos como os Cavaleiros de São João ou os Cavaleiros de Malta) possuíam quatro ilhas caribenhas: São Cristóvão, São Martinho, São Bartolomeu e Santa Cruz.
A presença dos Cavaleiros no Caribe surgiu da estreita relação de sua ordem com a nobreza francesa e a presença de muitos membros nas Américas, como administradores franceses. A figura chave em sua breve incursão na colonização foi Phillippe de Longvilliers de Poincy, que foi tanto um cavaleiro de Malta, quanto governador das colônias francesas no Caribe. Poincy convenceu os cavaleiros a comprar as ilhas da falida Compagnie des Îles de l'Amérique em 1651 e ficou para governá-las até sua morte em 1660. Durante esse tempo, a Ordem agia como proprietária das ilhas, enquanto o rei da França continuava a manter a soberania nominal, no entanto, Poincy governou em grande parte independente de ambos. Em 1665, os Hospitalários venderam seus direitos nas ilhas para a nova Companhia das Índias Ocidentais Francesas, encerrando seu projeto colonial.

## Pano de fundo
Desde o início da colonização francesa das Américas, os membros dos Cavaleiros de Malta foram proeminentes na Nova França e nas Antilhas francesas. A essa altura, a Ordem era composta principalmente de aristocratas franceses, e muitos oficiais da marinha francesa tinham treinado com a marinha hospitalária. Muitos Cavaleiros ocuparam altos cargos no início da administração colonial francesa, incluindo Aymar Chaste e Isaac de Razilly em Acádia, e Charles de Montmagny em Quebec. Em 1635, Razilly sugeriu ao Grão-Mestre da ordem, Fra' Antoine de Paule, que os Hospitalários estabelecessem um priorado em Acádia; no entanto, Paule rejeitou a ideia.
O próximo Grão-Mestre, Giovanni Paolo Láscaris, estava mais interessado em assuntos coloniais. Em 1642 ou 1643 ele foi nomeado padrinho de um converso Abenaki na Nova França. Montmagny representou Láscaris no batismo.
Phillippe de Longvilliers de Poincy, fundador das colônias hospitaleiras, iniciou sua carreira de maneira semelhante a esses outros administradores. Longvilliers lutou contra os turcos no Mediterrâneo e participou nos cercos da Ilha de Ré e La Rochelle em 1627. No meio, ele serviu sob Razilly em Acádia, comandando um forte.

## Histórico

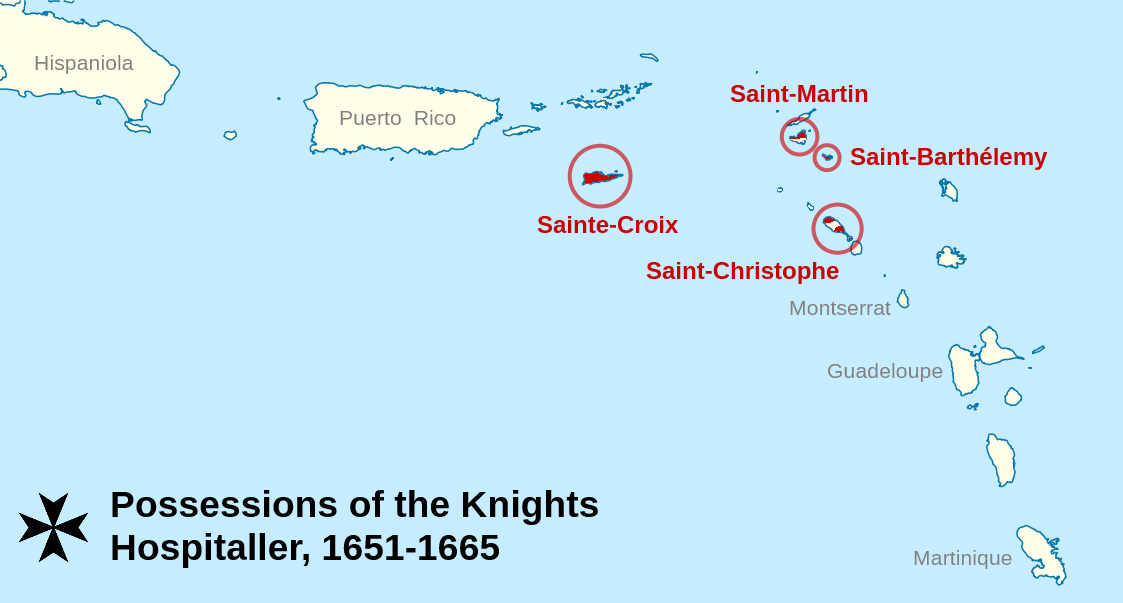
Mapa dos territórios da Ordem, no Caribe

Poincy foi primeiramente a São Cristóvão em 1639 como o governador apontado sob a Compagnie des Îles de l'Amérique, logo depois, o rei Luís XIII fez de Poincy seu tenente-general para todo o Caribe. Poincy começou a investir pesadamente em projetos de construção na ilha. Ele estendeu o domínio francês para outras ilhas, estabelecendo o primeiro assentamento europeu em São Bartolomeu em 1648 e fundando um assentamento em Santa Cruz em 1650-51. Ele enviou mais 300 homens para reforçar e assumir o pequeno assentamento francês em São Martinho. Lá, ele negociou o Tratado de Concórdia, determinando a fronteira entre os assentamentos franceses e holandeses que permanece em vigor hoje.
Poincy também se estabeleceu como o governante absoluto das ilhas, resistindo à autoridade da fracassada companhia francesa. Ele se envolveu em conflito com os missionários capuchinhos, que desaprovavam a união do governador com os protestantes ingleses, holandeses e huguenotes locais, e com sua recusa em libertar os filhos de escravos batizados. Poincy também provocou ressentimento em seu tratamento severo de sujeitos que resistiram a ele. Além disso, ele desaprovou a Ordem de Malta quando usou a renda das propriedades de comando da Ordem na Europa para pagar por seu grande estilo de vida na ilha. Os diretores da empresa decidiram substituir a Poincy. Eles contrataram Noëlle Patrocles de Thoisy, um cavalheiro da Borgonha, para substituí-lo, obtendo uma ordem do rei convocando o governador de volta à França, contudo Poincy recusou-se a obedecer. Sua milícia expulsou Thoisy da ilha e, por fim, Thoisy foi capturado e mandado de volta para a França acorrentado.

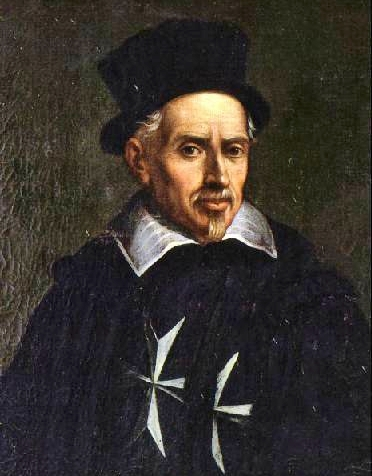
Grão-mestre Giovanni Paolo Láscaris

Buscando uma maneira de manter sua posição, Poincy sugeriu em 1649 que a Ordem de Malta comprasse as ilhas. Por esta altura a Companhia estava definhando. O próprio Poincy, desafiando sua autoridade, mostrara sua ineficácia. Ao mesmo tempo, o cardeal Mazarin, ministro-chefe da França, estava ocupado com a Paz de Vestfália e não podia dedicar sua atenção à colonização. Em 1651 a empresa foi dissolvida; seus direitos de exploração foram vendidos a várias partes. Martinica, Guadalupe e várias outras ilhas foram vendidas a particulares.
Os Hospitalários, com a aprovação do Grão-Mestre Láscaris, compraram São Cristóvão, juntamente com as recém-estabelecidas dependências de Poincy em Santa Cruz, São Bartolomeu e São Martinho. O embaixador dos Cavaleiros na corte francesa, Jacques de Souvré, assinou o acordo. Os direitos de propriedade da Ordem foram confirmados em um tratado com a França dois anos depois: enquanto o rei permaneceria soberano, os Cavaleiros teriam completa jurisdição temporal e espiritual em suas ilhas. Os únicos limites ao seu governo eram que eles poderiam enviar apenas cavaleiros franceses para governar as ilhas e após a ascensão de cada novo rei da França, eles deveriam fornecer uma coroa de ouro no valor de 1.000 écus.

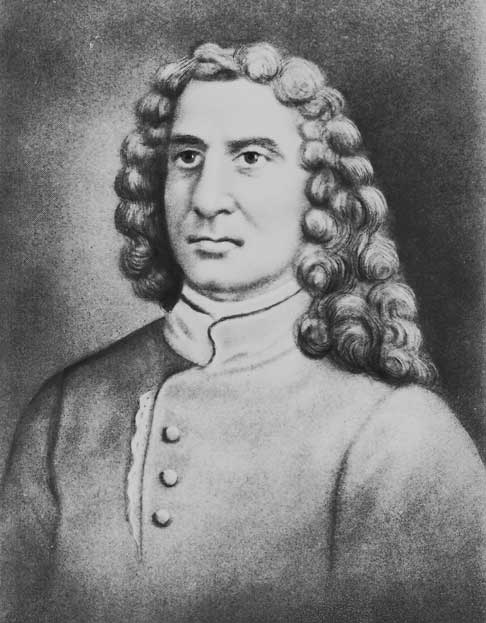
Charles Jacques Huault de Montmagny.

O conselho do Grão-Mestre decidiu que Poincy poderia continuar a servir como governador, mas eles também fizeram o ex-governador da Nova França, Charles de Montmagny, o "procônsul geral", enviando-o para representar seus interesses em São Cristóvão. Montmagny esperava ajudar Poincy a colocar as finanças das colônias em ordem. No entanto, Poincy resistiu novamente a qualquer interferência externa, uma vez que Montmagny retornou à França, Poincy mandou embora o homem que restava em seu lugar. A Ordem enviou Montmagny pela segunda vez em 1653, como "vice-governador". Ele tomou posse formal das ilhas em nome do Grão-Mestre, no entanto, Poincy ainda se recusava a dividir o poder e Montmagny foi rapidamente marginalizado, passando o tempo em uma fazenda em São Cristóvão e esperando assumir após a morte de Poincy. Montmagny, no entanto, morreu primeiro, no ano de 1657.
Poincy continuou a desenvolver as colônias. Ele construiu fortes e impressionantes fortificações em São Cristóvão, juntamente com igrejas, estradas, um hospital e sua própria residência grandiosa, a Casa da Montanha. Fora da capital, o governo hospitaleiro era mais precário. O assentamento em São Bartolomeu sofreu um ataque dos caribenhos e aqueles que não foram mortos, abandonaram a ilha. Poincy enviou um grupo de 30 homens para substituí-los, que cresceram para 100 em 1664. Em 1657, uma rebelião derrubou o regime hospitalário em Santa Cruz. Poincy enviou um novo governador para restaurar a ordem, construir fortificações e um mosteiro e começar a limpar grande parte das florestas da ilha para a plantação agrícola.
Para substituir Montmagny, a Ordem enviou dois novos vice-governadores. O mais proeminente dos dois foi Charles de Sales, um parente de São Francisco de Sales que se mostrou popular entre os habitantes da ilha. Pouco antes de sua morte em 1660, Poincy assinou um tratado de paz com os ingleses e caribenhos de São Cristóvão, mas a paz não durou. De Sales sucedeu Poincy como governador. Em 1666, depois que os Cavaleiros haviam formalmente renunciado ao controle das ilhas, irromperam combates entre franceses e ingleses na ilha. Em uma batalha em Cayonne, de Sales foi morto, mas os franceses mantiveram seus assentamentos.
No início da década de 1660, crescia a frustração de que as colônias não estavam gerando lucros. A Ordem ainda devia dinheiro à França para a compra inicial das ilhas, e em Malta os cavaleiros debatiam se deviam vendê-los de volta. Jean-Baptiste Colbert, muito mais interessado em colonização do que Mazarin, estava agora no poder na corte do rei Luís XIV, e ele pressionou os cavaleiros a venderem. Em 1665, os Cavaleiros venderam sua colônia para a recém-formada Compagnie des Indes occidentales.

### Governos hospitalários de São Cristóvão
- Phillippe de Longvilliers de Poincy, 1651–1660 (Governador sob a Compagnie des Îles de l'Amérique a partir de 1639)

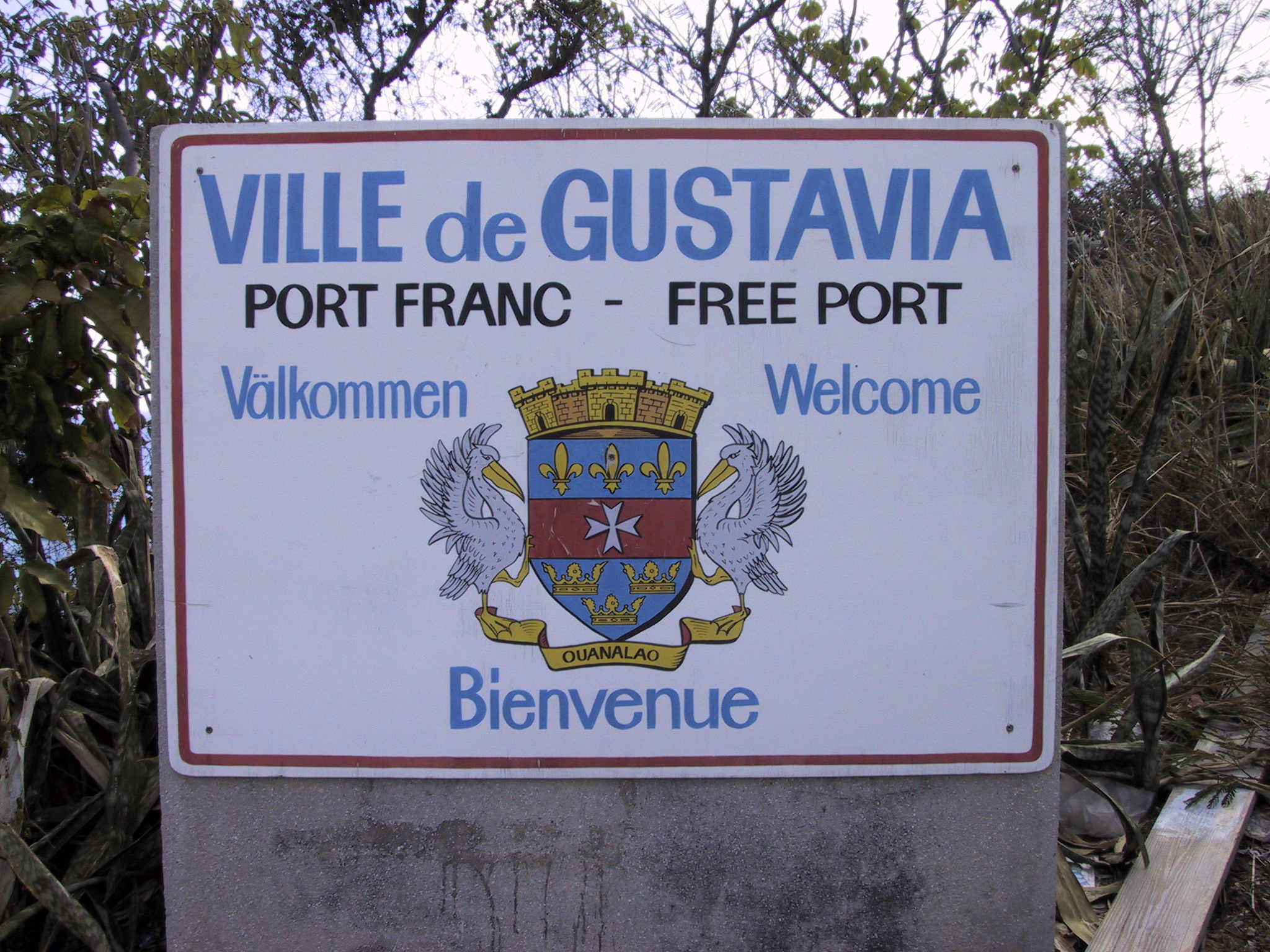
O brasão de armas de São Bartolomeu.

- Charles de Sales, 1660–1666

## Legado
Os Cavaleiros de Malta nunca estabeleceram outra colônia. No entanto, os membros da ordem permaneceram ativos na marinha da França e no império ultramarino. Vários estavam envolvidos na Companhia do Mississippi no início do século XVIII. Mais tarde no século, Étienne-François Turgot, um administrador hospitaleiro e colonial, tentou sem sucesso estabelecer o povo maltês na Guiana Francesa.
O curto período de ocupação hospitaleira ainda é lembrado nas diferentes ilhas. O governo de Poincy em St. Kitts é lembrado pelo espetáculo de sua larga e grande casa, os criados vestem-se com o emblema dos Cavaleiros. Em Santa Cruz pode-se encontrar referências frequentes às "sete bandeiras" da história da ilha, contando-se os Cavaleiros de Malta juntamente com os Estados Unidos e cinco nações europeias que a governaram. São Bartolomeu tem em seu brasão de armas uma Cruz de Malta em uma faixa vermelha, representando o período de colonização hospitalária.